# Rogolo
Rogolo (lombardul: Rugul) település Olaszországban, Sondrio megyében. Lakosainak száma 573 fő (2023. január 1.). Rogolo Andalo Valtellino, Cosio Valtellino, Delebio, Mantello, Pedesina, Premana és Rasura községekkel határos.

## Népesség
A település népességének változása:
| Lakosok száma | 548  | 553  | 573  |
|               | 2017 | 2018 | 2023 |